# Guillermo Pérez
Guillermo Pérez (n. 14 octombrie 1979, Municipality of Taretan⁠(d), Michoacán, Mexic) este un taekwondist ce a reprezentat Mexic, medaliat olimpic. A participat la o ediție a Jocurilor Olimpice (2008) în care a câștigat o medalie de aur.